# Alienocacculus
Alienocacculus (лат.) — род жуков-карапузиков из подсемейства Saprininae (Histeridae).

## Распространение
Пустыни и оазисы Северной Африки (Тунис) и Ближнего Востока (Израиль, ОАЭ). 

## Описание
Мелкие жуки-карапузики, тело овальной формы, длина около 3 мм. Скапус усиков сильно расширен и утолщен, напоминая трапецию, с длинными сильно склеротизованными щетинками; обе мандибулы с большим субапикальным зубцом. Голова мелкая, глаза плоские. Шпоры крупные. Специализированные псаммофилы.

## Виды
Некоторые виды рода:
- Alienocacculus neftensis (Olexa, 1984)
- Alienocacculus vanharteni  Kanaar, 2008